# Диас де ла Пенья, Нарсис
Нарсис Виржиль Диас де ла Пенья, или Нарси́с Диа́з (фр. Narcissе Virgilio Díaz de la Peña; 20 августа 1807, Бордо — 18 ноября 1876, Ментона) — французский живописец и литограф, представитель барбизонской школы пейзажной живописи. Его сын — композитор Эжен-Эмиль Диас (1837—1901).

## Жизнь и творчество
Нарсис родился в семье испанских эмигрантов; он был сыном Томаса Диаса де ла Пенья, родом из Саламанки в Испании, профессора-филолога, политического оппонента Жозефа Бонапарта (с 1808 года короля Испании), вынужденного в 1807 году бежать из Испании со своей беременной женой Марией Мануэлой Беласко, чтобы скрыться во Франции, Бордо. Диас де ла Пенья родился в Бордо 21 августа 1807 года. Затем семья переехала из Франции в Англию, где отец будущего художника в 1811 году скончался. Его мать вернулась, чтобы жить во Франции, преподавая языки в Монпелье, Лионе, Севре и Париже. Она умерла от истощения в 1817 году в Париже. Нарсис Диас де ла Пенья был воспитан протестантским пастором в пригороде Парижа. Когда ему было десять лет он потерял ногу после укуса гадюки.
Вначале Нарсис занимался росписью изделий из фарфора. В 1822 году он стал учеником живописца фарфоровой фабрики Жюля Кларети, где познакомился с молодыми художниками Жюлем Дюпре, Огюстом Раффе и Николя-Луи Каба, которые стали его друзьями. Живописи Нарсис Диас де ла Пенья учился самостоятельно, завершал своё образование в Лувре, где копировал картины Корреджо, Клода Лоррена, Альберта Кёйпа и Якоба ван Рёйсдала.
В Парижском салоне 1831 года Нарсис привлёк внимание публики двумя пейзажными этюдами. В 1832 году он представил картины «Поклонение пастухов» и «Старик Бен Эмек». Под влиянием своего друга Раффе он попытал счастья как художник исторического жанра в духе Ораса Верне, представив в салоне 1835 года «Битву при Медине-Коли».
21 января 1844 года Нарсис Диас де ла Пенья женился на Мари Бишар (1811—1865), от которой у него было трое детей: Эмиль (1835—1860), художник, Эжен (1837—1901), композитор, и Мария (1848—1917), которая вышла замуж в первом браке за адвоката Дютрипона, а во втором за музыканта Фредерика Бонно. Став вдовцом, Нарсис женился снова на Эмили Готтон Вель.
С 1837 года Диас де ла Пенья писал пейзажи в окрестных лесах Барбизона и Фонтенбло. Его дом находился в Барбизоне. Под влиянием живописи Эжена Делакруа он примкнул к романтическому направлению. Диас восхищался Эженом Делакруа и, как многие другие художники и писатели того времени, был очарован Востоком. На него, в частности, произвели впечатление «Восточные романы» Виктора Гюго. Он стал использовать пейзаж в качестве фона для изображения аллегорических, мифологических сюжетов с нимфами, амурами, кентаврами. Его картина «Происхождение Богемии» (La Descente des Bohémiens) имела большой успех в Парижском салоне 1848 года.
Особенно тщательно художник изучал манеру письма итальянского живописца Антонио да Корреджо.
В 1837 году он присоединился к барбизонцам, но его творчество выходило за границы пейзажного жанра. Во времена Второй империи он перестал выставлять свои картины в Парижском салоне, так как у него и так было множество заказов от коллекционеров. Он писал в красочном стиле, иногда романтическом, аллегорическом и ориентализирующем, а иногда с парафразами на темы рококо с «галантными сценами» с нимфами и пастушками.
Он часто посещал Теодора Руссо и Жана-Франсуа Милле, оказывал им финансовую и моральную поддержку. С Гюставом Курбе в он совершил поездку «на этюды» к побережью Нормандии. С 1854 года он регулярно останавливался на побережье Нормандии, особенно в Этрета, где купил дом недалеко от моря.
Вместе с Гюставом Курбе он написал несколько морских пейзажей. В 1855 году Диас участвовал во Всемирной выставке, проходившей в Париже, где представил ретроспективу своих работ. Затем он отправился в путешествие по странам Востока.
Его старший сын, тоже художник, умер в 1860 году. Диас де ла Пенья регулярно получал награды Парижского салона, но его картины подвергали критике за «лёгкость и невнимательность», хотя и называли «обаятельным колористом».
В поздних произведениях Диаса де ла Пенья заметно предчувствие импрессионизма. «Столь любимые и хорошо удававшиеся Диасу эффекты света и тени, техника „мерцающих красок“, оказали заметное влияние на творчество первых импрессионистов». Колористические качества живописи Диаса ценил его поклонник Винсент Ван Гог.
Диас поддерживал дружеские отношения с многими импрессионистами. Но несмотря на своих многочисленных новых друзей, он не был участником Первой выставки импрессионистов в 1874 году в Париже, возможно, из-за «хронического бронхита» (туберкулёзa) — болезни, которая унесёт его жизнь через два года.
Творчество Диаса де ла Пенья было хорошо известно российским коллекционерам. В санкт-петербургском Эрмитаже имеется четырнадцать картин этого художника. В Музее изобразительных искусств имени А. С. Пушкина в Москве — десять картин.

## Галерея
- Разные цветы. Бумага, масло. Государственный музей искусств, Копенгаген
- Летние цветы. Холст, масло. Частное собрание
- Дети и собаки. Ок. 1845. Дерево, масло. Лувр, Париж
- Музы. Между 1825 и 1875. Дерево, масло. Лувр, Париж
- Буря. Холст, масло. Частное собрание
- Молодые женщины в лесу. Холст, масло. Частное собрание
- Купальщицы у лесного ручья. Холст, масло. Частное собрание
- Диана. 1849. Холст, масло. Метрополитен-музей, Нью-Йорк
- Нимфа, возлежащая в лесу. Холст, масло. Галерея искусств, Лидс, Великобритания
- Пейзаж с купальщицами. До 1876. Холст, масло. Музей изящных искусств, Безье, Франция
- Сидящая белокурая женщина. 1850-е. Дерево, масло. Собрание Месдаг, Гаага
- Лес в Фонтенбло. 1870. Холст, масло. Галерея искусств, Лидс, Великобритания
- Поляна. Фонтенбло. Холст, масло. Галерея искусств, Лидс, Великобритания